# Locomotiva FS 112
Le locomotive FS 112 sono state un gruppo di locomotive a vapore delle Ferrovie dello Stato (FS).
Le locomotive, immatricolate dalle FS in numero di otto, facevano in precedenza parte del gruppo numerato da 2716 a 2732 della Rete Mediterranea (RM). La loro costruzione risaliva agli anni tra il 1854 e il 1860 e, prima di essere acquisite dalla "Mediterranea", avevano prestato servizio presso altre compagnie; dopo un breve servizio presso l'azienda di Stato, a causa delle loro modeste velocità e prestazioni vennero radiate e demolite.
Le 112 erano locomotive con tender separato, a vapore saturo, con motore a 2 cilindri a semplice espansione. Sviluppavano una potenza di 310 CV e raggiungevano la velocità massima di 65 km/h. Le ruote motrici avevano il diametro di 1560 mm, la massa complessiva era di 26,1 t e quella aderente di 21,1 t.